# جمهوری سوسیالیستی بوسنی و هرزگوین
جمهوری سوسیالیستی بوسنی و هرزگوین، که تا سال ۱۹۶۳ با نام جمهوری خلق بوسنی و هرزگوین شناخته می‌شد، یکی از جمهوری‌های سوسیالیستی تشکیل‌دهندهٔ جمهوری فدرال سوسیالیستی یوگسلاوی بود.
این جمهوری، امروزه به کشور مستقل بوسنی و هرزگوین، شامل فدراسیون بوسنی و هرزگوین و جمهوری صرب بوسنی تبدیل شده‌است.